# 清水梨紗
清水梨紗（日语：／ Shimizu Risa，1996年6月15日—），日本職業女子足球運動員，司職後衛。日本國家女子足球隊成員，效力英女超曼城女子足球俱樂部。

## 俱樂部生涯
2024年7月12日，清水梨紗與曼城簽下一份為期三年的合約。

## 國家隊生涯
從2018年，她共为日本國家女子足球隊出场23次。她也曾代表日本參加2018年亞足聯女子亞洲盃、2018年亞洲運動會足球比賽、2019年國際足協女子世界盃、2020年夏季奧林匹克運動會足球比賽及2024年夏季奧林匹克運動會足球比賽。